# Фонтаньер
Фонтанье́р (фр. Fontanières) — коммуна во Франции, находится в регионе Лимузен. Департамент коммуны — Крёз. Входит в состав кантона Эво-ле-Бен. Округ коммуны — Обюссон.
Код INSEE коммуны — 23083.

## Население
Население коммуны на 2010 год составляло 263 человека.
| 1962 | 1968 | 1975 | 1982 | 1990 | 1999 | 2010 |
| ---- | ---- | ---- | ---- | ---- | ---- | ---- |
| 403  | 361  | 336  | 277  | 279  | 259  | 263  |

## Экономика
В 2010 году среди 156 человек трудоспособного возраста (15—64 лет) 120 были экономически активными, 36 — неактивными (показатель активности — 76,9 %, в 1999 году было 67,5 %). Из 120 активных жителей работали 104 человека (61 мужчина и 43 женщины), безработных было 16 (7 мужчин и 9 женщин). Среди 36 неактивных 10 человек были учениками или студентами, 14 — пенсионерами, 12 были неактивными по другим причинам.